# Actina, citoplasmàtica 2
L'actina, citoplasmàtica 2 o gamma-actina és una proteïna que en humans està codificada pel gen ACTG1. La gamma-actina s'expressa àmpliament en els citoesquelets cel·lulars de molts teixits; a les cèl·lules musculars estriades adultes, la gamma-actina es localitza als discs Z i a les estructures costameres, que són responsables de la transducció i transmissió de forces a les cèl·lules musculars. Les mutacions en ACTG1 s'han associat amb la pèrdua auditiva no sindròmica i la síndrome de Baraitser-Winter, així com la susceptibilitat dels pacients adolescents a la toxicitat per vincristina.

## Estructura
La gamma-actina humana té un pes molecular de 41,8 kDa i una longitud de 375 aminoàcids. Les actines són proteïnes molt conservades que estan implicades en diversos tipus de motilitat cel·lular i en el manteniment del citoesquelet. En els vertebrats, s'han identificat tres grups principals de paralogs d'actina, alfa, beta i gamma.
Les alfa actines es troben als teixits musculars i són un dels components principals de l'aparell contràctil del sarcòmer. Les actines beta i gamma coexisteixen en la majoria dels tipus cel·lulars com a components del citoesquelet i com a mediadors de la motilitat interna de les cèl·lules. L'actina, gamma 1, codificada per aquest gen, es troba a les cèl·lules no musculars del citoplasma i a les cèl·lules musculars de les estructures costameres, o punts transversals d'adhesió cèl·lula-cèl·lula que corren perpendiculars a l'eix llarg dels miòcits.

## Funció
En els miòcits, els sarcòmers s'adhereixen al sarcolema a través de costamers, que s'alineen en els discs Z i les línies M. Els dos components citoesquelètics primaris dels costamers són els filaments intermedis de desmina i els microfilaments de gamma-actina. S'ha demostrat que la gamma-actina que interacciona amb una altra proteïna distrofina costamèrica és fonamental per als costamers que formen enllaços mecànicament forts entre el citoesquelet i la membrana sarcolemmal. Estudis addicionals han demostrat que la gamma-actina colocalitza amb alfa-actinina i gamma-actina marcada amb GFP localitzada en discs Z, mentre que GFP -alfa-actina es localitza als extrems punxeguts de filaments prims, cosa que indica que l'actina gamma es localitza específicament als discos Z a les cèl·lules musculars estriades.
Durant el desenvolupament dels miòcits, es creu que l'actina gamma juga un paper en l'organització i el muntatge dels sarcòmers en desenvolupament, demostrat en part per la seva colocalització primerenca amb l'alfa-actinina. La gamma-actina és finalment substituïda per isoformes sarcomèriques d'alfa-actina, amb nivells baixos de gamma-actina que persisteixen en miòcits adults que s'associen amb el disc Z i els dominis costamers.
Els coneixements sobre la funció de la gamma-actina al múscul provenen d'estudis que utilitzen la transgènesi. En una eliminació específica del múscul esquelètic de gamma-actina en ratolins, aquests animals no van mostrar anomalies detectables en el desenvolupament; tanmateix, els ratolins eliminadors van mostrar debilitat muscular i necrosi de fibres, juntament amb una força de contracció isomètrica disminuïda, interrupcions de les connexions intrafibril·lars i interfibril·lars entre els miòcits i miopatia.

## Importància clínica
Es va identificar una mutació autosòmica dominant en ACTG1 al locus DFNA20/26 a 17q25-qter en pacients amb pèrdua auditiva. Es va identificar una mutació Thr 278 Ile a l'hèlix 9 de la proteïna gamma-actina, que es preveu que alteri l'estructura de la proteïna. Aquest estudi va identificar la primera malaltia que va provocar mutacions en gamma-actina i subjau a la importància de la gamma-actina com a elements estructurals de les cèl·lules ciliades de l'oïda interna. Des de llavors, altres mutacions d'ACTG1 s'han relacionat amb la pèrdua auditiva no sindròmica, inclosa la Met 305 Thr.
També s'ha identificat una mutació missense en ACTG1 a Ser 155 Phe en pacients amb síndrome de Baraitser-Winter, que és un trastorn del desenvolupament caracteritzat per ptosi congènita, celles excessivament arquejades, hipertelorisme, colobomes oculars, lisencefàlia, estatura baixa, convulsions i convulsions.
També es va identificar l'expressió diferencial de l'ARNm d' ACTG1 en pacients amb esclerosi lateral amiotròfica esporàdica, una malaltia devastadora amb causalitat desconeguda, mitjançant un enfocament bioinformàtic sofisticat que empra mètodes BaFL d'oligonucleòtids llargs d'Affymetrix.
Els polimorfismes d'un sol nucleòtid en ACTG1 s'han associat amb la toxicitat de la vincristina, que forma part del règim de tractament estàndard per a la leucèmia limfoblàstica aguda infantil. La neurotoxicitat va ser més freqüent en pacients que eren portadors de la mutació ACTG1 Gly 310 Ala, cosa que suggereix que això pot tenir un paper en els resultats dels pacients del tractament amb vincristina.